# Juan Avellano
Juan Avellano fue un médico y cirujano aragonés y español de los siglos xvi y xvii.

## Biografía
Nació en Cetina (Aragón) y estudió artes y medicina en la Universidad de Alcalá de Henares a finales del siglo xvi. En 1604 recibió la regencia de la cátedra de medicina en esa universidad. Durante más de seis años sirvió en la corte en Madrid, ayudado, para aumentar su fama, por su maestro Antonio de Espinosa, médico de cámara de Felipe II. Debido a sus conocimientos de cirugía, fue comisionado por el consejo de Castilla durante una epidemia de peste. Escribió una obra titulada Informacion, cura, consulta y respuesta acerca de la enfermedad y circunstancias de ella, que ha tenido la muy ilustre señora Doña Estefania de Pinós, Señora de Castellar, en diversos tiempos de este presente año de 1605.